# Southern River (Fluss)
Der Southern River ist ein Fluss im Südwesten des australischen Bundesstaates Western Australia in den Vororten der Stadt Perth.

## Geografie
Der Fluss geht bei Camillo aus dem Wungong Brook hervor. Von dort fließt er nach Norden und mündet bei Maddington in den Canning River. 

### Nebenflüsse mit Mündungshöhen
Er hat folgende Nebenflüsse:
- Wungong Brook – 29,7 m